# Pacific Palisades
Pacific Palisades – nadbrzeżna, mieszcząca się na kilku wzgórzach i w trzech niewielkich kanionach dzielnica Los Angeles, licząca ok. 27 000 mieszkańców.
Pacific Palisades graniczy od wschodu z Brentwood, od zachodu z miastem Malibu, od południowego wschodu z miastem Santa Monica, a od południowego zachodu z Oceanem Spokojnym. Na północy znajdują się Góry Santa Monica. Nazwa "palisades" pochodzi od określenia specyficznych klifów, na których znajduje się najbliższa oceanowi część miasta.
W czasie II wojny światowej osiedliła się tu grupa uchodźców z Niemiec, m.in. Tomasz Mann.
Wśród popularnych atrakcji dzielnicy znajduje się Will Rogers State Park, klub tenisowy Riviera oraz miejsce, gdzie Sunset Boulevard dociera do oceanu. Dzielnica znana również z modnych plaż (tutaj kręcony był serial Słoneczny patrol) oraz jako miejsce zamieszkania wielu artystów i gwiazd amerykańskiego kina, takich jak aktorzy Tom Cruise i Tom Hanks, a także reżyser Steven Spielberg. Mieszkał w niej również niegdyś także Ronald Reagan, a swoje rezydencje mają tam takie osoby, jak gubernator Kalifornii Arnold Schwarzenegger i milioner Dennis Tito (w jednym z najwyżej położonych punktów dzielnicy).